# Reddelich
Reddelichè un comune del Meclemburgo-Pomerania Anteriore, in Germania.
Appartiene al circondario (Kreis) di Rostock ed è parte della comunità amministrativa (Amt) di Bad Doberan-Land.

## Geografia antropica

### Suddivisioni amministrative
Il territorio comunale comprende 2 centri abitati (Orstteil):
- Brodhagen
- Reddelich